# Viktor Petrovitj Botjantsev
Viktor Petrovitj Botjantsev, född den 20 oktober 1910 i Almaty, död den 30 augusti 1990 i Sankt Petersburg, var en sovjetisk botaniker och taxonom. Han var expert på Centralasiens flora och skrev monografier om Chenopodiaceae och Brassicaceae.
Auktorsnamnet Botsch. kan användas för Viktor Petrovitj Botjantsev i samband med ett vetenskapligt namn inom botaniken; se Wikipediaartiklar som länkar till auktorsnamnet.